# Millon-Air-Flug 705
Auf dem Millon-Air-Flug 705 (Flugnummer: OX705), der durch die Millon Air für die guatemaltekischen Lineas Aereas Mayas durchgeführt wurde, verunglückte am 28. April 1995 eine Douglas DC-8-54F bei der Landung auf dem Flughafen La Aurora in Guatemala-Stadt. Die Maschine überrollte das Landebahnende und stürzte in ein Wohngebiet, wobei sechs Personen am Boden ums Leben kamen.

## Flugzeug
Bei der verunglückten Maschine handelte es sich um eine Douglas DC-8-54AF Jet Trader, die im Douglas-Werk in Long Beach, Kalifornien endmontiert wurde. Das Rollout der Maschine erfolgte am 24. Januar 1964. Das Flugzeug trug die Werksnummer 45677, es handelte sich um die 199. Douglas DC-8 aus laufender Produktion. Die DC-8 wurde mit dem Luftfahrzeugkennzeichen N8043U neu an die United Airlines ausgeliefert, wo sie die Flottennummer 2043 erhielt. Die Fluggesellschaft nutzte die Maschine bis zum Jahr 1987. Im August 1985 verkaufte die United Airlines die Maschine an das Unternehmen PK Finans International, das die Maschine umgehend an die United Airlines zurückverleaste. Im März 1987 wurde die Maschine an die UAS weiterverkauft, die nun als Leasinggeber in Erscheinung trat. Ab dem 15. September 1987 war die Maschine mit dem neuen Luftfahrzeugkennzeichen N43UA an die Trans International Airlines verleast, ab dem 11. November 1991 an die peruanische Sitra Cargo System, die die Maschine für die Aeroperú betrieb. Ab Januar 1992 wurde die Maschine an die Sycamore Ltd. verkauft, die nun als neuer Leasinggeber in Erscheinung trat. Ab dem 4. Mai 1993 verleaste die neue Eigentümerin die Maschine an die Millon Air, die Flüge für die Faucett Perú durchführte. Die Maschine war zuletzt auf die First Security Bank zugelassen. Das vierstrahlige Langstrecken-Schmalrumpfflugzeug war mit vier Triebwerken des Typs Pratt & Whitney JT3D-3B ausgestattet.

## Besatzung und Flugplan
Mit der Maschine wurde ein internationaler Frachtflug der Millon Air für die guatemaltekischen Lineas Aereas Mayas durchgeführt. Der Flug sollte vom Miami International Airport zum Flughafen La Aurora in Guatemala-Stadt führen. Zum Zeitpunkt des Unfalls befand sich lediglich eine dreiköpfige Besatzung an Bord der Maschine, bestehend aus einem Flugkapitän, einem Ersten Offizier und einem Flugingenieur.

## Unfallhergang
Beim Anflug der Maschine auf Guatemala-Stadt herrschte leichter Regen. Der Anflug wurde als Instrumentenflug durchgeführt. Die Piloten erhielten eine Freigabe zur Landung auf Bahn 19 des Flughafens. Die Piloten setzten die Maschine um 11:43 Uhr Ortszeit nach zwei Stunden und 28 Minuten Flugzeit mit einer Geschwindigkeit von 135 Knoten 5300 Fuß (ca. 1615 Meter) vor dem Ende der Landebahn auf, also 2300 Fuß (ca. 700 Meter) hinter dem Ende der Aufsetzzone. Es gelang den Piloten nicht mehr, die Maschine auf dem verbliebenen Pistenabschnitt zum Stehen zu bringen. Die DC-8 überschoss die Landebahn, kollidierte mit der Anflugbefeuerung und rollte anschließend einen steilen Hang in ein Wohngebiet herunter und zerstörte mehrere Häuser. Nach dem Unfall brach ein Brand aus, bei dem die Maschine zerstört wurde. In dem Wohngebiet wurden sechs Personen getötet. Der Flugkapitän wurde schwer, der Erste Offizier leicht verletzt. Der Flugingenieur blieb unverletzt.